# Vojtěch Mokrý
Vojtěch Mokrý, někdy též Adalbert Mokrý, (14. dubna 1803 Netolice – 3. října 1882 České Budějovice) byl český římskokatolický církevní hodnostář, který působil v pozici probošta v českobudějovické katedrální kapitule. Stal se přítelem a spolupracovníkem biskupa Jana Valeriána Jirsíka. Mokrého prasynovcem je český právník Antonín Mokrý.

## Život
Narodil se do rodiny řeznického mistra Adama Mokrého a jeho manželky Marie. Navštěvoval piaristické gymnázium v Českých Budějovicích. Když skončil šestou třídu, odešel na dva roky do Vídně na tzv. „filosofii“, kde svá gymnaziální studia ukončil. Následně se vrátil zpět do Českých Budějovic a nastoupil do tamního bohosloveckého semináře.
Dne 14. března 1826 byl vysvěcen na kněze. Krátce nato (20. května 1826) až do 6. srpna 1830 studoval ve Vídni na c. k. vyšším ústavu kněžském, který zakončil doktorátem z teologie. Mezi roky 1834 a 1852 jako profesor církevních dějin a církevního práva vyučoval na českobudějovickém semináři. Následně se v dubnu 1852 po jmenování biskupem Jirsíkem stal kanovníkem katedrální kapituly v Českých Budějovicích a v únoru 1858 tamním biskupským generálním vikářem. Za péči o nemocné během epidemie cholery dostal rytířský kříž Řádu Františka Josefa. Bulou papeže z roku 1869 byl Mokrý ustaven proboštem kapituly v Českých Budějovicích a roku 1870 domácím papežským prelátem. Zemřel v Českých Budějovicích 3. října 1882 a dva dny nato byl pohřben na tamním Staroměstském hřbitově. Pohřební bohoslužbu sloužil biskup Jirsík.

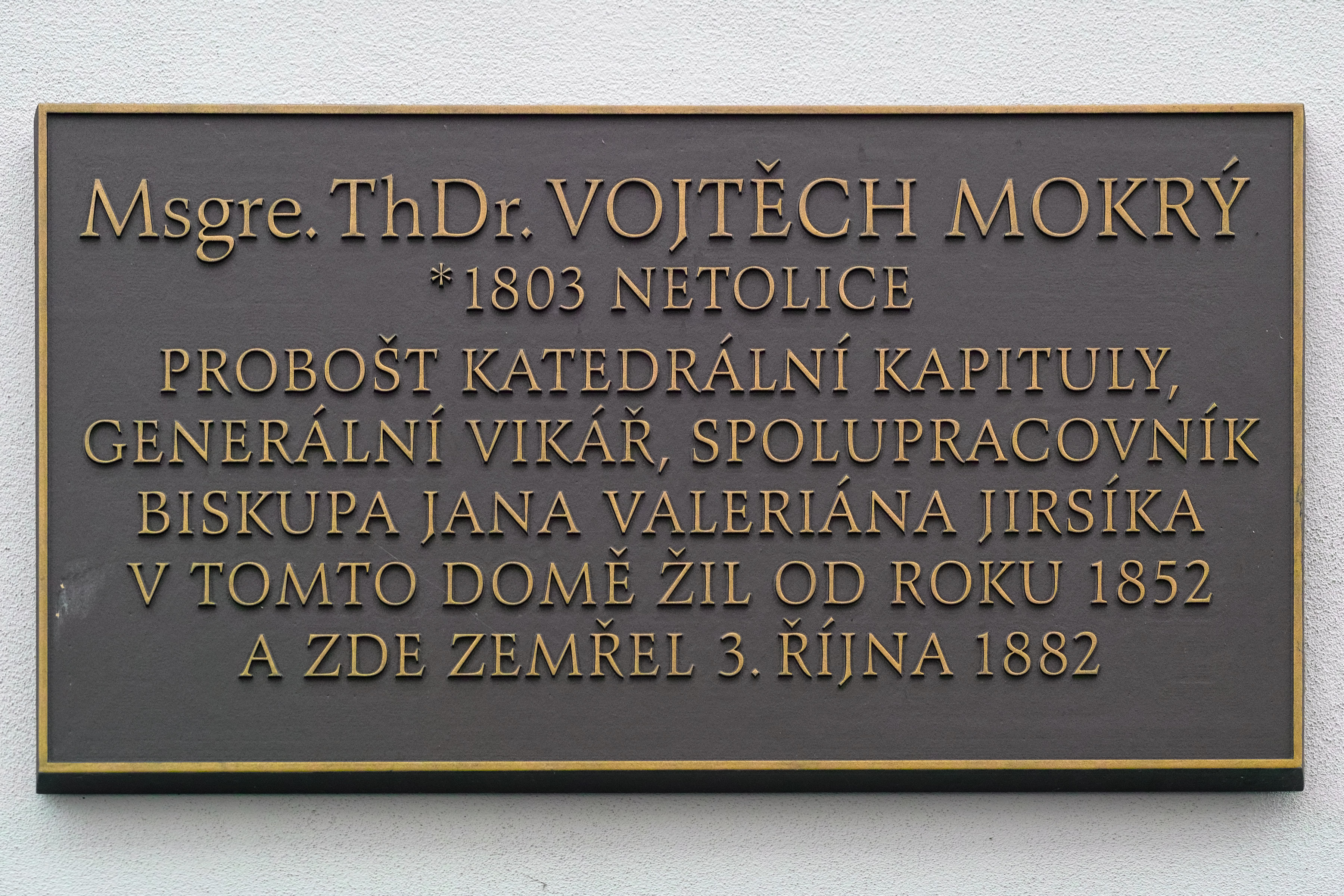
Pamětní deska

Na domě, kde zemřel, mu byla 6. prosince 2014 odhalena pamětní deska.